# Stanisław Osiński
Stanisław Osiński herbu Radawan – stolnik wendeński w latach 1669–1677.
W 1674 roku był elektorem Jana III Sobieskiego z powiatu oszmiańskiego.